# Drudge Report
Le Drudge Report est un blog américain conservateur et agrégateur d'informations sur Internet fondé par Matt Drudge et Andrew Breitbart.